# 1980年モスクワオリンピックのキューバ選手団
1980年モスクワオリンピックのキューバ選手団（1980ねんモスクワオリンピックのキューバせんしゅだん）は、1980年7月19日から8月3日にかけてソビエト連邦の首都モスクワで開催された1980年モスクワオリンピックのキューバ選手団、およびその競技結果。

## 概要
今大会は金メダル8個、銀メダル7個、銅メダル5個の合計20個のメダルを獲得した。

## メダル
| メダル | 選手名                 | 競技 | 種目             |
| ------ | ---------------------- | ---- | ---------------- |
| 金     | マリア・コロン         | 陸上 | 女子やり投       |
| 銀     | シルビオ・レオナルド   | 陸上 | 男子100m         |
| 銀     | アレハンドロ・カサナス | 陸上 | 男子110mハードル |
| 銀     | ホセ・ロドリゲス       | 柔道 | 男子60kg以下級   |
| 銀     | フアン・フェレール     | 柔道 | 男子78kg以下級   |
| 銀     | イサーク・アスクイ     | 柔道 | 男子86kg以下級   |
| 銅     | ルイス・デリス         | 陸上 | 男子円盤投       |